# Герои Социалистического Труда Якутии
В настоящий список включены:

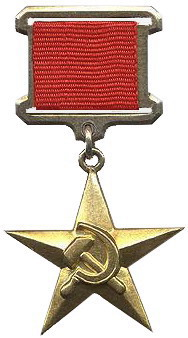
Золотая медаль «Серп и Молот»

- Герои Социалистического Труда, на момент присвоения звания проживавшие на территории современной Республики Саха (Якутия), — 70 человек;
- уроженцы Якутии, удостоенные звания Героя Социалистического Труда в других регионах СССР, — 4 человека;
- Герои Социалистического Труда, прибывшие в Якутию на постоянное проживание из других регионов СССР, — 1 человек.

Вторая и третья части списка могут быть неполными из-за отсутствия данных о месте рождения и смерти ряда Героев.
В таблицах отображены фамилия, имя и отчество Героев, должность и место работы на момент присвоения звания, дата Указа Президиума Верховного Совета СССР, отрасль народного хозяйства, место рождения/проживания, а также ссылка на биографическую статью на сайте «Герои страны». Формат таблиц предусматривает возможность сортировки по указанным параметрам путём нажатия на стрелку в нужной графе.

## История
Первыми на территории Якутской АССР звания Героя Социалистического Труда были удостоены коневоды Р. И. Константинов и А. Е. Степанов. Высшая степень отличия была присвоена им Указом Президиума Верховного Совета СССР от 5 августа 1948 года за получение в 1947 году высокой продуктивности животноводства.
Большинство Героев Социалистического Труда в республике приходится на работников сельского хозяйства — 22 человека; металлургия — 20; транспорт — 6; геология, строительство — по 4; угольная промышленность — 3; энергетика, связь, наука — по 2; лесная промышленность, государственное управление, образование, культура, метеорология — по 1.

## Лица, удостоенные звания Героя Социалистического Труда в Якутии
| №  | Фамилия, имя, отчество              | Даты жизни              | Деятельность | Дата присвоения | Отрасль       | Место рождения             | ГС        |
| -- | ----------------------------------- | ----------------------- | --- | --------------- | ------------- | -------------------------- | --------- |
| 1  | Алексеев Михаил Фёдорович           | 15.02.1928 — 16.08.2000 | Бригадир комплексной бригады строительно-монтажного управления № 3 треста «Якутстрой», Якутская АССР | 11.08.1966      | строительство | Нюрбинский улус            | [ ГС 1 ]  |
| 2  | Аммосова Матрёна Ивановна           | 12.03.1930 — 19.12.2000 | Зверовод совхоза «Усть-Янский» Янского района Якутской АССР | 22.03.1966      | сельхоз       | Усть-Янский улус           | [ ГС 2 ]  |
| 3  | Андреев Дмитрий Гаврильевич         | 27.10.1912 — 01.03.2003 | Бригадир совхоза «Эльгяйский» Сунтарского района Якутской АССР | 22.03.1966      | сельхоз       | Сунтарский улус            | [ ГС 3 ]  |
| 4  | Барамыгин Николай Константинович    | 12.12.1886 — 1972       | Бригадир колхоза имени Энгельса Олёкминского района Якутской АССР | 21.06.1950      | сельхоз       | Ленский улус               | [ ГС 4 ]  |
| 5  | Бессонов Георгий Евдокимович        | 18.08.1915 — 04.10.2005 | Учитель Тойбохойской средней школы Сунтарского района Якутской АССР | 01.07.1968      | образование   | Верхневилюйский улус       | [ ГС 5 ]  |
| 6  | Богомолов Александр Александрович   | 13.02.1929 — 29.10.1977 | Бортовой механик Якутского территориального управления Гражданского воздушного флота | 16.04.1963      | транспорт     | *Кемеровская область       | [ ГС 6 ]  |
| 7  | Бочаров Виктор Иванович             | род. 23.10.1933         | Начальник комбината «Якутуглестрой» Министерства угольной промышленности СССР, Нерюнгринский район Якутской АССР | 28.08.1985      | углепром      | *Томская область           | [ ГС 7 ]  |
| 8  | Бурцева Елизавета Ивановна          | 12.07.1913 — 02.10.1985 | Доярка колхоза «Победа» Усть-Алданского района Якутской АССР | 01.10.1957      | сельхоз       | Усть-Алданский улус        | [ ГС 8 ]  |
| 9  | Быканов Прокопий Иннокентьевич      | 27.10.1938 — 04.01.2014 | Бригадир машинистов бульдозеров Депутатского оловодобывающего горно-обогатительного комбината имени 50-летия Якутской АССР Якутского производственного золотодобывающего объединения (Якутзолото) Министерства цветной металлургии СССР     | 15.01.1985      | металлургия   | Вилюйский улус             | [ ГС 9 ]  |
| 10 | Васильев Семён Митрофанович         | 15.02.1917 — 11.09.1997 | Машинист экскаватора рудника «Мирный» треста «Якуталмаз» Северо-Восточного совнархоза, Якутская АССР | 24.01.1964      | металлургия   | Вилюйский улус             | [ ГС 10 ] |
| 11 | Васильев Степан Иннокентьевич       | 16.01.1925 — 25.01.1960 | Председатель колхоза имени Молотова Верхне-Вилюйского района Якутской АССР | 30.06.1949      | сельхоз       | Верхневилюйский улус       | [ ГС 11 ] |
| 12 | Васильева Анна Михайловна           | 14.12.1916 — 24.10.1992 | Председатель исполкома Бетюнского сельского Совета депутатов трудящихся Амгинского района Якутской АССР | 08.04.1971      | госуправление | Амгинский улус             | [ ГС 12 ] |
| 13 | Власов Иосиф Тимофеевич             | 30.03.1916 — 1989       | Бригадир-драгер прииска «Ленинский» треста «Якутзолото» Якутского совнархоза | 09.06.1961      | металлургия   | *Омская область            | [ ГС 13 ] |
| 14 | Волков Иван Васильевич              | 14.07.1925 — 10.12.2010 | Охотник совхоза «Среднеколымский» Среднеколымского района Якутской АССР | 08.04.1971      | сельхоз       | Среднеколымский улус       | [ ГС 14 ] |
| 15 | Ворона Иван Демьянович              | род. 10.11.1930         | Начальник Якутского геологического управления Министерства геологии РСФСР, гор. Якутск | 20.04.1971      | геология      | *Черниговская область      | [ ГС 15 ] |
| 16 | Горбунов Леонтий Герасимович        | 06.02.1917 — 17.11.2008 | Проходчик Сангарского рудника Якутского совнархоза | 01.10.1957      | углепром      | *Иркутская область         | [ ГС 16 ] |
| 17 | Горковенко Николай Романович        | 19.12.1921 — 22.01.1986 | Бригадир очистной бригады прииска «Аллах-Юнь» объединения «Якутзолото» Министерства цветной металлургии СССР, Якутская АССР | 30.03.1971      | металлургия   | *Томская область           | [ ГС 17 ] |
| 18 | Горохов Семён Васильевич            | 14.09.1930 — 14.08.2009 | Охотник совхоза «Усть-Янский» Усть-Янского района Якутской АССР | 09.07.1985      | сельхоз       | Усть-Янский улус           | [ ГС 18 ] |
| 19 | Гуляев Прокопий Васильевич          | 05.06.1910 — 15.11.1978 | Бурильщик Нижнекуранахского горно-обогатительного комбината треста «Алданзолото» Министерства цветной металлургии СССР, Алданский район Якутской АССР                                                                                       | 20.05.1966      | металлургия   | Чурапчинский улус          | [ ГС 19 ] |
| 20 | Десяткин Тарас Гаврилович           | 26.04.1928 — 14.02.2018 | Начальник объединения «Якутзолото» Министерства цветной металлургии СССР, гор. Якутск | 10.03.1976      | металлургия   | Мегино-Кангаласский улус   | [ ГС 20 ] |
| 21 | Дудкин Пётр Иванович                | 04.01.1910 — 06.02.1973 | Начальник производственно-технического управления связи Якутской АССР Министерства связи СССР | 04.05.1971      | связь         | Олёкминский улус           | [ ГС 21 ] |
| 22 | Дьячек Михаил Романович             | род. 01.10.1928         | Бригадир монтажников строительно-монтажного управления Вилюйгэсстроя Министерства энергетики и электрификации СССР, Якутская АССР | 12.03.1971      | энергетика    | *Приморский край           | [ ГС 22 ] |
| 23 | Зайцев Николай Константинович       | 1913 — ????             | Начальник полярной станции Тиксинского районного радиометцентра, Якутская АССР | 03.08.1960      | метеорология  | *Смоленская область        | [ ГС 23 ] |
| 24 | Иванов Павел Никандрович            | 30.08.1906 — 28.10.2002 | Начальник Ленского речного пароходства Министерства речного флота РСФСР, гор. Якутск | 14.09.1966      | транспорт     | *Ненецкий автономный округ | [ ГС 24 ] |
| 25 | Каримова Саима Сафиевна             | 31.10.1926 — 01.01.2013 | Главный геолог Южно-Якутской геологоразведочной экспедиции Якутского геологического управления Министерства геологии РСФСР | 10.03.1976      | геология      | *Киргизия                  | [ ГС 25 ] |
| 26 | Кладкин Василий Михайлович          | 10.01.1931 — 27.05.2003 | Директор совхоза «Томпонский» Томпонского района Якутской АССР | 27.08.1990      | сельхоз       | Чурапчинский улус          | [ ГС 26 ] |
| 27 | Колесов Николай Саввич              | 05.01.1912 — 31.12.1977 | Охотник колхоза имени Ленина Усть-Янского района Якутской АССР | 01.10.1957      | сельхоз       | Усть-Янский улус           | [ ГС 27 ] |
| 28 | Константинов Роман Иннокентьевич    | 14.10.1896 — 04.01.1994 | Старший табунщик колхоза имени Фрунзе Чурапчинского района Якутской АССР | 05.08.1948      | сельхоз       | Амгинский улус             | [ ГС 28 ] |
| 29 | Копырина Анастасия Семёновна        | 15.02.1930 — 07.07.2007 | Доярка совхоза имени Партизана Заболоцкого Усть-Алданского района Якутской АССР | 06.09.1973      | сельхоз       | Усть-Алданский улус        | [ ГС 29 ] |
| 30 | Корнилова Матрёна Матвеевна         | 11.04.1915 — 04.09.1991 | Агроном-овощевод опытно-производственного хозяйства «Покровское» Якутского научно-исследовательского института сельского хозяйства | 30.04.1966      | сельхоз       | Олёкминский улус           | [ ГС 30 ] |
| 31 | Коростелёв Сергей Петрович          | 30.09.1923 — ????       | Старший слесарь обогатительной фабрики № 2 объединения «Якуталмаз» Министерства цветной металлургии СССР, Якутская АССР | 30.03.1971      | металлургия   | *Пермский край             | [ ГС 31 ] |
| 32 | Кочнев Пётр Павлович                | 1925—1990               | Мастер-взрывник Сангарского шахтоуправления треста «Якутуголь» Министерства угольной промышленной промышленности СССР, Якутская АССР | 30.03.1971      | углепром      | Ленский улус               | [ ГС 32 ] |
| 33 | Кривошапкин Герасим Афанасьевич     | 10.03.1908 — 15.11.1953 | Заведующий коневодческой фермой колхоза «Красная Звезда» Оймяконского района Якутской АССР | 30.06.1949      | сельхоз       | Оймяконский улус           | [ ГС 33 ] |
| 34 | Кузьмин Валерий Ильич               | 07.11.1918 — 01.06.1983 | Командир Якутского объединённого авиационного отряда Якутского управления гражданской авиации Министерства гражданской авиации СССР | 09.02.1973      | транспорт     | Олёкминский улус           | [ ГС 34 ] |
| 35 | Лукин Тимофей Спиридонович          | 1913 — 15.04.1980       | Заведующий коневодческой фермой колхоза «Новая деревня» Амгинского района Якутской АССР | 30.06.1949      | сельхоз       | Амгинский улус             | [ ГС 35 ] |
| 36 | Луконина Воля Анфимовна             | 03.04.1926 — 05.02.2022 | Начальник геологосъёмочной партии Южно-Якутской комплексной экспедиции Якутского геологического управления Министерства геологии РСФСР | 04.07.1966      | геология      | *Саратовская область       | [ ГС 36 ] |
| 37 | Мацкевич Владимир Михайлович        | 26.02.1929 — 1986       | Шофёр автотранспортной конторы Якутского управления автомобильного транспорта Министерства автомобильного транспорта и шоссейных дорог РСФСР                                                                                                | 05.10.1966      | транспорт     | *Костромская область       | [ ГС 37 ] |
| 38 | Мацкепладзе Кондрат Барнабович      | 08.09.1908 — 1981       | Главный инженер Индигирского горнопромышленного управления «Индигирзолото» Якутского совнархоза | 09.06.1961      | металлургия   | *Грузия                    | [ ГС 38 ] |
| 39 | Мельников Павел Иванович            | 19.06.1908 — 21.07.1994 | Директор Института мерзлотоведения Сибирского отделения Академии наук СССР, академик АН СССР, гор. Якутск | 27.04.1984      | наука         | *Санкт-Петербург           | [ ГС 39 ] |
| 40 | Михеев Михаил Алексеевич            | 13.10.1935 — 11.09.2006 | Бригадир комплексной бригады строительного управления № 13 комбината «Якутуглестрой» Министерства угольной промышленности СССР, гор. Нерюнгри Якутской АССР                                                                                 | 29.06.1984      | строительство | *Татарстан                 | [ ГС 40 ] |
| 41 | Новгородова Екатерина Иннокентьевна | 13.04.1929 — 25.02.2024 | Бригадир совхоза имени Ленина Мегино-Кангаласского района Якутской АССР | 11.12.1973      | сельхоз       | Чурапчинский улус          | [ ГС 41 ] |
| 42 | Новгородцев Павел Андреевич         | 1926 — 11.05.1997       | Машинист экскаватора карьера «Куранах» объединения «Якутзолото» Министерства цветной металлургии, Якутская АССР | 30.03.1971      | металлургия   | *Омская область            | [ ГС 42 ] |
| 43 | Новолодский Алексей Борисович       | 30.03.1930 — 02.07.1994 | Бригадир слесарей-монтажников управления механизированных работ Вилюйгэсстроя Министерства энергетики и электрификации СССР, Якутская АССР                                                                                                  | 12.03.1971      | энергетика    | *Бурятия                   | [ ГС 43 ] |
| 44 | Орлов Михаил Павлович               | 21.12.1928 — 20.04.1994 | Бригадир слесарей-монтажников обогатительной фабрики № 2 треста «Якуталмаз», Якутская АССР | 28.05.1960      | металлургия   | *Пензенская область        | [ ГС 44 ] |
| 45 | Попов Кирилл Егорович               | 12.01.1917 — 27.01.1975 | Начальник лесопункта Олёкминского леспромхоза Министерства лесной и деревообрабатывающей промышленности СССР, Якутская АССР | 07.05.1971      | леспром       | Ленский улус               | [ ГС 45 ] |
| 46 | Протопопов Пётр Иванович            | 15.06.1914 — 19.09.2007 | Колхозник колхоза имени Аржакова Вилюйского района Якутской АССР | 22.03.1966      | сельхоз       | Вилюйский улус             | [ ГС 46 ] |
| 47 | Рагозин Владимир Семёнович          | род. 28.10.1937         | Бригадир комплексной бригады машинистов бульдозеров Алданского золотодобывающего горно-обогатительного комбината «Алданзолото» Якутского производственного золотодобывающего объединения (Якутзолото) Министерства цветной металлургии СССР | 15.01.1985      | металлургия   | *Свердловская область      | [ ГС 47 ] |
| 48 | Саввинов Афанасий Николаевич        | 1890 — 29.05.1964       | Заведующий коневодческой фермой колхоза имени Молотова Верхне-Вилюйского района Якутской АССР | 30.06.1949      | сельхоз       | Верхневилюйский улус       | [ ГС 48 ] |
| 49 | Самсонов Гавриил Семёнович          | 1922 — 26.12.1966       | Агротехник-овощевод колхоза имени Ленина Мегино-Кангаласского района Якутской АССР | 01.10.1957      | сельхоз       | Мегино-Кангаласский улус   | [ ГС 49 ] |
| 50 | Семёнов Григорий Трофимович         | 27.02.1903 — 16.06.1970 | Главный геолог Якутского геологического управления Министерства геологии РСФСР | 04.07.1966      | геология      | Сунтарский улус            | [ ГС 50 ] |
| 51 | Сергеев Михаил Семёнович            | 06.10.1926 — 30.03.2025 | Бригадир столяров строительного управления № 1 управления строительства «Якуттяжстрой» Министерства строительства предприятий тяжёлой индустрии СССР, гор. Якутск                                                                           | 05.04.1971      | строительство | Олёкминский улус           | [ ГС 51 ] |
| 52 | Серебряков Иван Иосифович           | 05.12.1930 — 03.12.1992 | Машинист экскаватора рудника «Мирный» треста «Якуталмаз» Министерства цветной металлургии СССР, Якутская АССР | 20.05.1966      | металлургия   | *Челябинская область       | [ ГС 52 ] |
| 53 | Сивцев Дмитрий Кононович            | 14.09.1906 — 25.06.2005 | Писатель, общественный деятель, Якутская АССР | 24.04.1991      | культура      | Таттинский улус            | [ ГС 53 ] |
| 54 | Слабожанин Николай Николаевич       | 14.11.1933 — 18.01.1991 | Капитан — второй помощник механика теплохода «60 лет Якутской АССР» Ленского объединённого речного пароходства Министерства речного флота РСФСР, Якутская АССР                                                                              | 06.02.1986      | транспорт     | *Амурская область          | [ ГС 54 ] |
| 55 | Солдатов Лев Леонидович             | 12.12.1918 — 30.11.1997 | Генеральный директор Якутского алмазодобывающего производственного объединения Министерства цветной металлургии СССР | 12.05.1977      | металлургия   | *Днепропетровская область  | [ ГС 55 ] |
| 56 | Спиридонов Илья Константинович      | 10.08.1913 — 10.10.1975 | Бригадир оленеводческой бригады колхоза имени Ворошилова Анабарского района Якутской АССР | 01.10.1957      | сельхоз       | *Красноярский край         | [ ГС 56 ] |
| 57 | Спиридонов Матвей Яковлевич         | 26.11.1912 — 17.08.1993 | Начальник объединения «Якутзолото» Министерства цветной металлургии СССР, гор. Якутск | 20.05.1966      | металлургия   | *Калужская область         | [ ГС 57 ] |
| 58 | Спиридонов Михаил Фёдорович         | 31.12.1930 — 14.08.2018 | Капитан теплохода «Юпитер» Ленского речного пароходства Министерства речного флота РСФСР, гор. Якутск | 04.05.1971      | транспорт     | Кобяйский улус             | [ ГС 58 ] |
| 59 | Степанов Афанасий Егорович          | 1920—1956               | Заведующий коневодческой фермой колхоза «Комбайн» Мегино-Кангаласского района Якутской АССР | 05.08.1948      | сельхоз       | Мегино-Кангаласский улус   | [ ГС 59 ] |
| 60 | Титов Николай Васильевич            | 24.04.1925 — 31.05.1993 | Машинист экскаватора карьера трубки «Мир» объединения «Якуталмаз» Министерства цветной металлургии СССР, Якутская АССР | 30.03.1971      | металлургия   | *Рязанская область         | [ ГС 60 ] |
| 61 | Тихонов Виктор Илларионович         | 21.12.1908 — 01.07.1977 | Управляющий трестом «Якуталмаз» Северо-Восточного совнархоза, Якутская АССР | 24.01.1964      | металлургия   | *Красноярский край         | [ ГС 61 ] |
| 62 | Томилова Раиса Ивановна             | 17.02.1941 — 06.10.2017 | Бригадир сепараторщиков обогатительной фабрики № 3 объединения «Якуталмаз» имени В. И. Ленина Министерства цветной металлургии СССР, Якутская АССР                                                                                          | 02.03.1981      | металлургия   | *Смоленская область        | [ ГС 62 ] |
| 63 | Трофимов Василий Григорьевич        | 26.04.1920 — 23.04.1988 | Бригадир экскаваторщиков рудника «Мирный» треста «Якуталмаз» Северо-Восточного совнархоза, Якутская АССР | 24.01.1964      | металлургия   | *Курганская область        | [ ГС 63 ] |
| 64 | Трофимова Варвара Петровна          | 25.08.1911 — 07.10.1990 | Доярка совхоза «Якутский» Вилюйского района Якутской АССР | 07.03.1960      | сельхоз       | Вилюйский улус             | [ ГС 64 ] |
| 65 | Федотов Михаил Афанасьевич          | 12.12.1929 — 1998       | Бригадир плотников треста «Якутстрой» Якутского совнархоза | 09.08.1958      | строительство | Якутск                     | [ ГС 65 ] |
| 66 | Филиппов Степан Егорович            | 05.06.1936 — 11.05.2005 | Кабельщик-спайщик Якутской городской телефонной сети Министерства связи РСФСР, Якутская АССР | 02.04.1981      | связь         | Олёкминский улус           | [ ГС 66 ] |
| 67 | Черканов Алексей Николаевич         | 1910 — 23.02.1967       | Забойщик прииска «Ыныкчан» Усть-Майского района Якутской АССР | 01.10.1957      | металлургия   | Вилюйский улус             | [ ГС 67 ] |
| 68 | Черский Николай Васильевич          | 02.02.1905 — 11.07.1994 | Председатель Президиума Якутского филиала Сибирского отделения Академии наук СССР, член-корреспондент Академии наук СССР | 31.01.1975      | наука         | *Приморский край           | [ ГС 68 ] |
| 69 | Шишлянников Михаил Осипович         | 04.03.1908 — 25.07.1996 | Драгер прииска «Ленинский» треста «Якутзолото» Якутского совнархоза | 01.10.1957      | металлургия   | *Иркутская область         | [ ГС 69 ] |
| 70 | Яковлев Пётр Ионович                | 22.02.1921 — 07.11.1978 | Дояр совхоза «Амгинский» Амгинского района Якутской АССР | 23.12.1976      | сельхоз       | Амгинский улус             | [ ГС 70 ] |

## Уроженцы Якутии, удостоенные звания Героя Социалистического Труда в других регионах СССР
| № | Фамилия, имя, отчество             | Даты жизни              | Деятельность | Дата присвоения | Отрасль  | Место рождения      | ГС       |
| - | ---------------------------------- | ----------------------- | --- | --------------- | -------- | ------------------- | -------- |
| 1 | Киренский Леонид Васильевич        | 07.04.1909 — 03.11.1969 | Директор Института физики Сибирского отделения Академии наук СССР, академик АН СССР, гор. Красноярск                                        | 13.03.1969      | наука    | Амгинский улус      | [ ГС 1 ] |
| 2 | Скочинский Александр Александрович | 13.07.1874 — 06.10.1960 | Директор Института горного дела Академии наук СССР, профессор Московского горного института, академик АН СССР                               | 09.08.1954      | наука    | Олёкминский улус    | [ ГС 2 ] |
| 3 | Ходьяло Дмитрий Константинович     | 01.05.1937 — 26.09.2021 | Бригадир оленеводческой бригады совхоза «Омолон» Билибинского района Чукотского автономного округа Магаданской области                      | 24.04.1987      | сельхоз  | Нижнеколымский улус | [ ГС 3 ] |
| 4 | Черепанов Пётр Зиновьевич          | 20.12.1919 — 24.04.1987 | Начальник и главный конструктор Центрального конструкторского бюро машиностроения Министерства среднего машиностроения СССР, гор. Ленинград | 24.12.1970      | атомпром | Ленский улус        | [ ГС 4 ] |

## Герои Социалистического Труда, прибывшие в Якутию на постоянное проживание из других регионов
| № | Фамилия, имя, отчество | Даты жизни  | Деятельность                                                                   | Дата присвоения | Отрасль | Место проживания | ГС       |
| - | ---------------------- | ----------- | ------------------------------------------------------------------------------ | --------------- | ------- | ---------------- | -------- |
| 1 | Пак Дюн-Гер            | 1913 — ???? | Звеньевой колхоза имени Димитрова Нижне-Чирчикского района Ташкентской области | 17.07.1951      | сельхоз |                  | [ ГС 1 ] |